# Станіслао Канніццаро
Станіслао Канніццаро (італ. Stanislao Cannizzaro; 13 липня 1826, Палермо — 10 травня 1910, Рим) — італійський хімік.
Медичну освіту здобув в університетах Палермо (1841—1845) і Пізи (1846—1848). Брав участь у народному повстанні на Сицилії, після придушення якого у 1849 р. емігрував до Франції. До Італії повернувся у 1851 р. і став професором хімії Національного коледжу в Олександрії (П'ємонт); згодом викладав хімію в Генуезькому університеті (1856—1861), університеті Палермо (1861—1871), Римському університеті (1871—1910). У 1871 р. був обраний до Сенату, пізніше став віце-президентом. Як член ради народної освіти курував наукову освіту в Італії.
У 1891 р. Лондонське королівське товариство нагородило Канніццаро медаллю Коплі.
Канніццаро виконав ряд важливих досліджень в галузі органічної хімії. У 1851 р. він отримав ціанамід (спільно з французьким хіміком Ф. С. Клоезом), вивчив його термічну полімеризацію і отримав сечовину гідратацією ціанаміду. Вивчаючи дію їдкого калію на бензальдегід, виділив у 1853 р. бензиловий спирт. Одночасно відкрив реакцію окисно-відновного диспропорціонування ароматичних альдегідів у лужному середовищі (Реакція Канніццаро). Він також синтезував бензоїлхлорид і фенілоцтову кислоту, вивчив ганусовий спирт, бензилкарбамід, сантонін і його похідні. Головною науковою заслугою Канніццаро стала запропонована ним система основних хімічних понять, на основі якої була здійснена реформа атомно-молекулярної теорії. Проаналізувавши у своїй праці «Конспект курсу хімічної філософії» («Sunto di un corso di filosopfia chimica») розвиток атомно-молекулярних поглядів від Дж. Дальтона і А. Авогадро до Ш. Жерара і О. Лорана, Канніццаро на основі закону Авогадро чітко розмежував поняття «атом», «молекула» і «еквівалент» і запропонував раціональну систему атомної ваги. Ґрунтуючись на даних про теплоємність металів і на густину їх пари, а частково і на хімічних міркуваннях, він встановив і обґрунтував правильні атомні ваги багатьох елементів, перш за все металів. Свою теорію Канніццаро виклав у брошурі, яку особисто роздав всім учасникам Міжнародного конгресу хіміків у Карлсруе, що відкрився 3 вересня 1860. Лотар Маєр писав про це: "Я також отримав примірник … Я перечитав його не раз … Мене вразила ясність, з якою там говориться про найважливіші спірних пунктах. З моїх очей спала пелена, зникли всі сумніви. Натомість з'явилося відчуття спокійної впевненості "
Брошура Канніццаро справила велике враження на учасників конгресу, серед яких був і Д. І. Менделєєв. Канніццаро зміг переконати більшість учених прийняти його точку зору, внісши тим самим остаточну ясність у заплутаному питанні про атомних, молекулярних та еквівалентних вагах. Встановлення правильних атомних ваг зробило можливим відкриття періодичного закону хімічних елементів.

## Вшанування пам'яті
Італійська національна академія наук заснувала премію імені Станіслао Канніцаро.
Ім'ям Канніцаро названі вулиця в Римі і інститут Istituto Tecnico Stanislao Cannizzaro Colleferro.
Метеоритний кратер Канніцаро на зворотному боці Місяця названо на честь науковця